# Paaliaq (maan)

Paaliaq is een natuurlijke maan van Saturnus. Hij is ontdekt door B.Gladman in 2000, en heette voorlopig S/2000 S 2. De maan was ook bekend als Saturnus XX. Paaliaq was een reus uit de Inuit-mythologie.
Paaliaq is 22 km in doorsnee.